# エルンスト・アルント

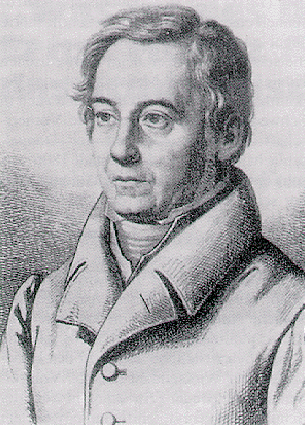
エルンスト・アルント

エルンスト・モーリッツ・アルント（Ernst Moritz Arndt, 1769年12月26日 - 1860年1月29日）は、ドイツの愛国詩人・歴史家。フランクフルト国民議会の議員ともなった。青年期の彼が学んだグライフスヴァルト大学は、彼の名をとってエルンスト・モーリッツ・アルント大学と称されている。

## 生涯
1769年、リューゲン島のショーリッツ（出生当時はスウェーデン領）で、富農の息子として生まれた。1787年、家族でシュトラールズントへと移住した。1791年にグライフスヴァルト大学に入り、神学や歴史学を学ぶと、その2年後にはイェーナ大学へと移り、ヨハン・ゴットリープ・フィヒテに師事した。ここで、フィヒテの思想的影響を受けることになる。学業を修了すると、一時家庭教師を務めたのち、ヨーロッパ各地を遍歴した。その途中でライン川流域に立ち寄った際、フランス軍によって歴史的建造物が破壊されていたのを見て心を痛める。こうした経験は、彼のナショナリズムと反仏感情を育んでいった。この時期に著した『Geschichte der Leibeigenschaft in Pommern und Rügen』（ポンメルンとリューゲンにおける農奴制の歴史、未訳）は、彼の主著の一つである。
ナポレオン軍が本格的に大陸制覇を推進していく中、1806年に『時代の精神』（Geist der Zeit）を著してドイツ・ナショナリズムについて言及したが、これがナポレオンの反発を招き、一時はスウェーデンへの亡命を余儀なくされた。しかし、1809年に英雄的な軍人が対フランス戦争で戦死すると、再びドイツへと帰国した。パンフレットを通じた戦意高揚などに努め、彼が作詞した「Was ist das deutsche Vaterland?」などの様々な作品は、ドイツ・ナショナリズムとドイツ統一を鼓舞した。こうした作品は、のちのブルシェンシャフト運動などでも頻繁に歌われることになる。

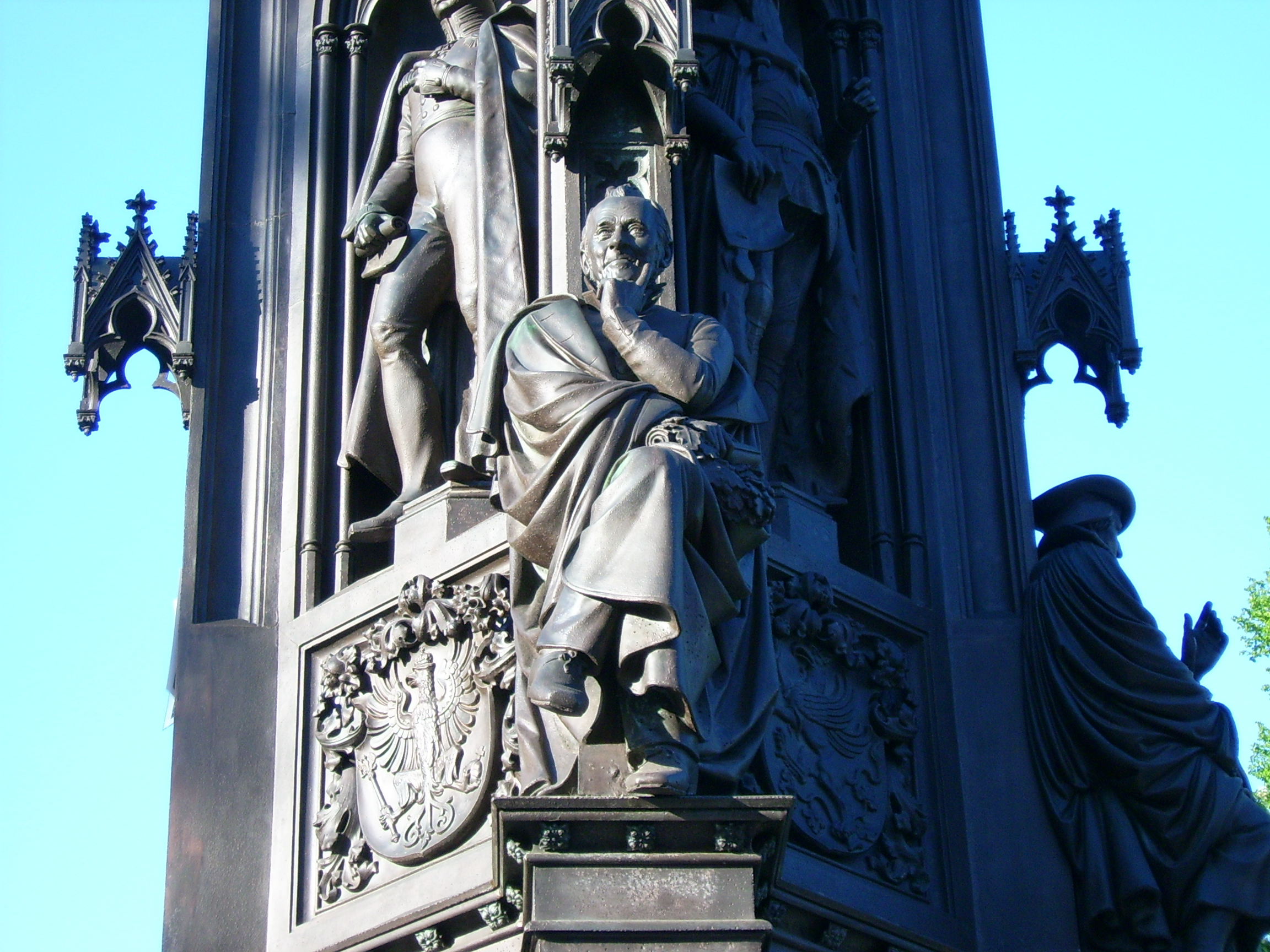
グライフスヴァルト大学のアルント像

ナポレオン戦争はフランスの敗北で終わった。しかしながら、アルントが望んでいたような政治的状況は生じなかった。35君主国などによって構成されるドイツ連邦が成立し、ナショナリズムに基づくドイツ統一は困難となってしまったのである。1818年にボン大学で教授職を得た彼は、学生たちによるブルシェンシャフト運動を支持し、カールスバート決議によって運動が抑圧されると、保守反動的な当時の政治体制を批判した。こうした姿勢から反体制的な人物とみなされて一時逮捕され、1840年まで教授職から離れることになった。しかし、この間に様々な著作活動を行った。
1848年革命が起こると、彼はフランクフルト国民議会の議員に選ばれた。憲法草案をまとめ、プロイセン王フリードリヒ・ヴィルヘルム4世に皇帝位就任を要請する代表団の一人になるが、プロイセン王の帝冠拒否によって挫折に終わった。その後も精力的な著作活動を続け、1860年にボンで没した。91歳。